# Obwód odeski

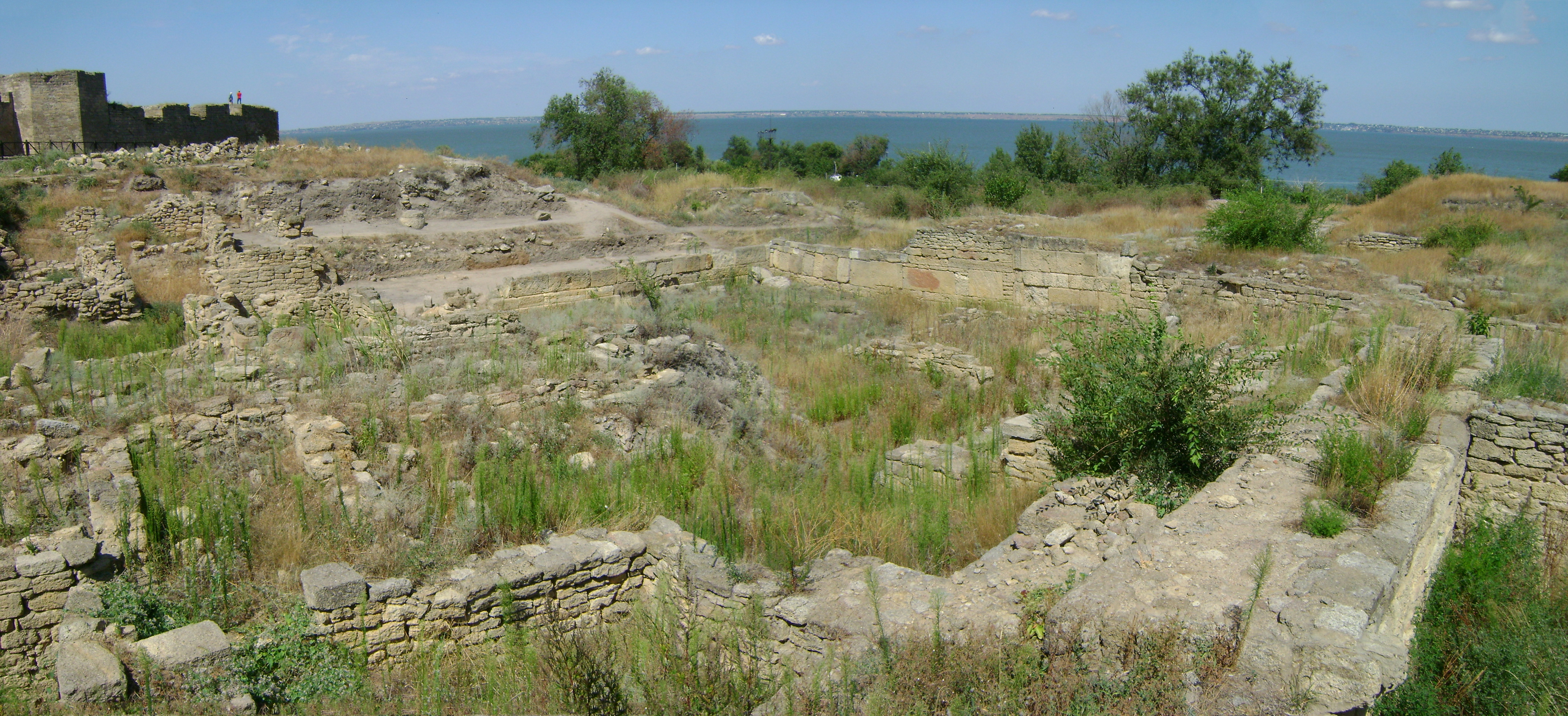
Tyras

Obwód odeski (ukr. Одеська область) – jeden z 24 obwodów Ukrainy. Leży w południowej części Ukrainy, na zachodzie i południowym zachodzie graniczy z Mołdawią i Rumunią, na północy z obwodem winnickim i obwodem kirowohradzkim, na wschodzie z obwodem mikołajowskim.
Obwód leży na terenie zachodniego Jedysanu, Budziaku i na południowo-wschodnich krańcach Podola. Stolicą obwodu jest Odessa.
W starożytności mieściły się tu greckie kolonie Tyras, Nikonion, Isiaka i Istrian (obie ostatnie na terenie dzisiejszej Odessy). Północne ziemie obwodu (historyczne Pobereże) leżały w granicach Polski do II rozbioru w 1793 roku.
W dwudziestoleciu międzywojennym zachodnia część (37% terytorium) obwodu, czyli Budziak, znajdowała się w granicach Rumunii – częścią Rumunii był też wtedy obwód czerniowiecki.

## Podział administracyjny
Obwód dzieli się na 7 rejonów:
1. berezowski
2. białogrodzki
3. bołgradzki
4. izmailski
5. odeski
6. podolski
7. rozdzielniański

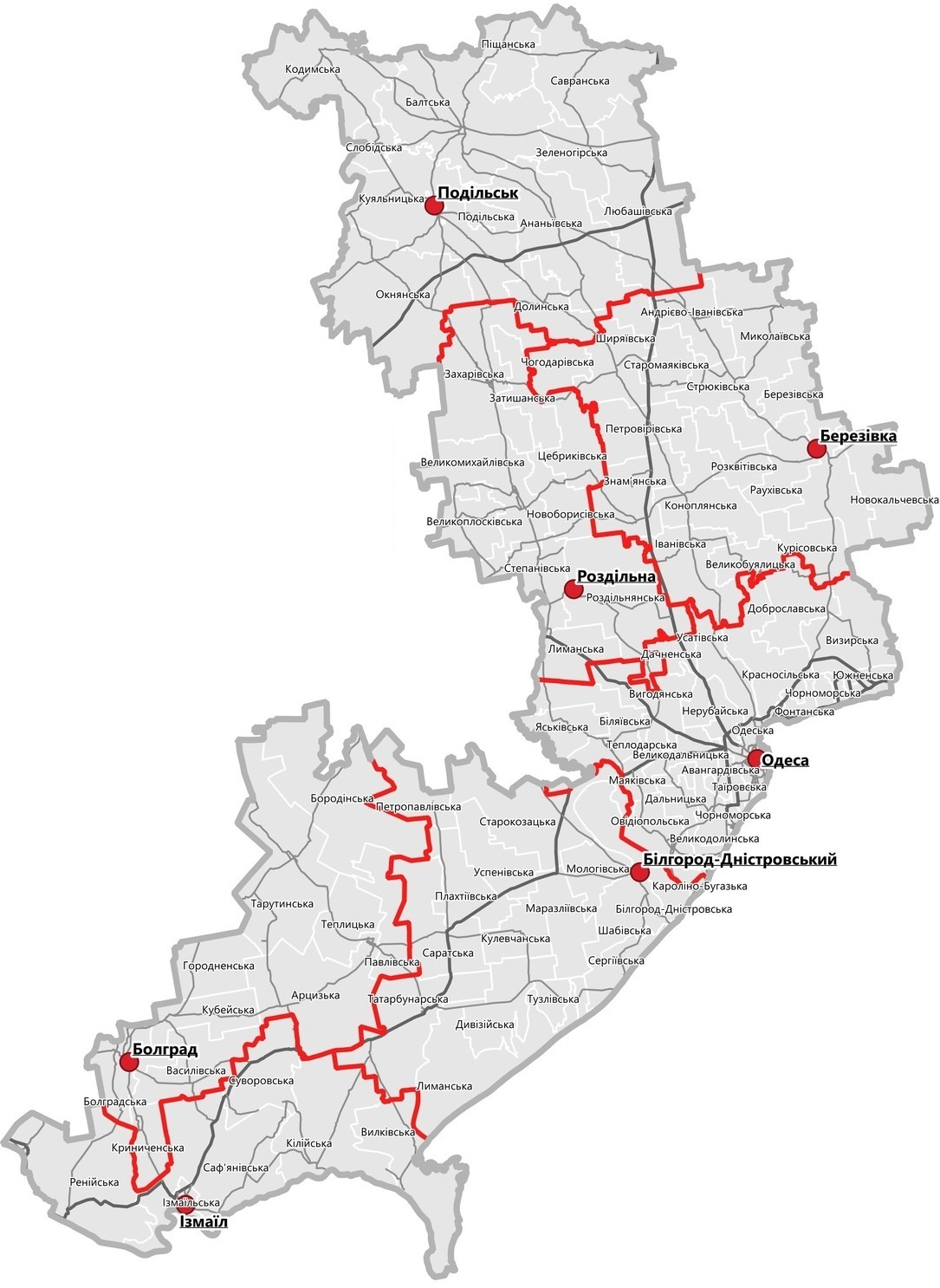
Rejony od 2020 roku

Do 19 lipca 2020 roku obwód dzielił się na 26 rejonów:
- ananiwski
- arcyski
- bałcki
- berezowski
- białogrodzki
- bielajewski
- bołgradzki
- iwaniwski
- izmailski
- kilijski
- kodymski
- lubasziwski
- łymanski
- mykołajiwski
- okniański
- owidiopolski
- podolski
- reniański
- rozdzielniański
- saracki
- sawrański
- szyriajewski
- tarutyński
- tatarbunarski
- wełykomychajliwski
- zachariwski

oraz 9 miast wydzielonych: Bałta, Białogród nad Dniestrem, Bielajewka, Czarnomorsk, Izmaił, Jużne, Odessa, Podolsk oraz Tepłodar.

## Administracja
30 maja 2015 roku gubernatorem został były prezydent Gruzji Micheil Saakaszwili, naturalizowany na Ukraińca przez Petro Poroszenkę, prezydenta Ukrainy.

## Demografia
Skład narodowościowy obwodu w 2001 roku:

1. Ukraińcy: 1542,3 tys. (62,8%)
2. Rosjanie: 508,5 tys. (20,7%)
3. Bułgarzy: 150,7 tys. (6,1%)
4. Mołdawianie: 123,8 tys. (5,0%)
5. Gagauzi: 27,6 tys. (1,1%)
6. Żydzi: 13,4 tys. (0,6%)
7. Białorusini: 12,8 tys. (0,5%)
8. Ormianie: 7,4 tys. (0,3%)
9. Romowie: 4,0 tys. (0,2%)
10. Polacy: 3,2 tys. (0,1%)
11. Niemcy: 2,9 tys. (0,1%)
12. Gruzini: 2,8 tys. (0,1%)
13. Azerowie: 2,8 tys. (0,1%)
14. Tatarzy: 2,6 tys. (0,1%)

Większość spośród żyjących w obwodzie Polaków mieszka w Odessie (2,1 tys.).

Rozmieszczenie mniejszości narodowych
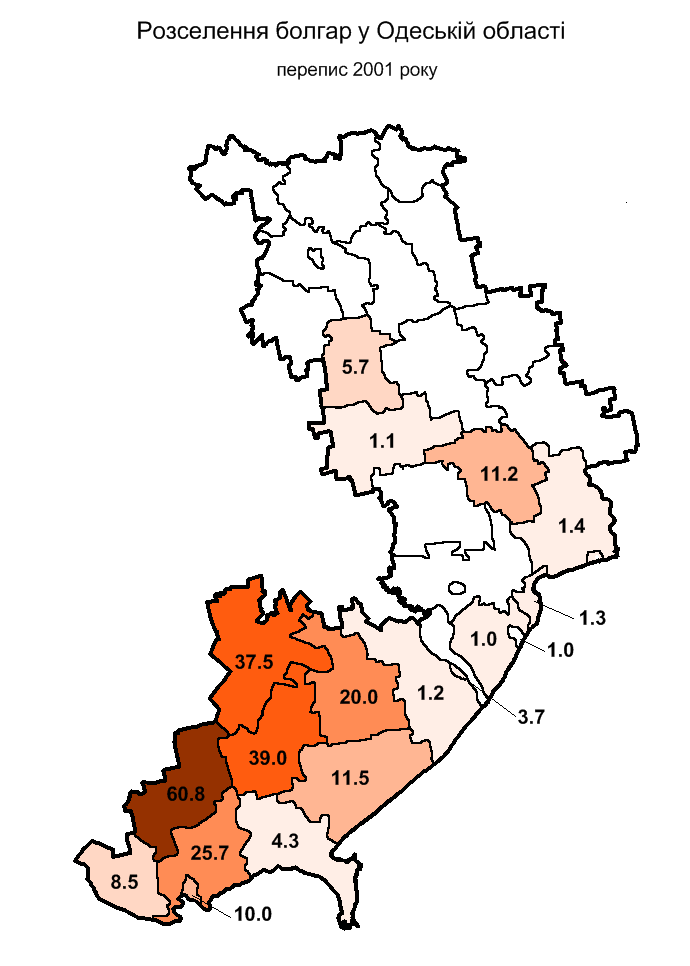
Bułgarzy
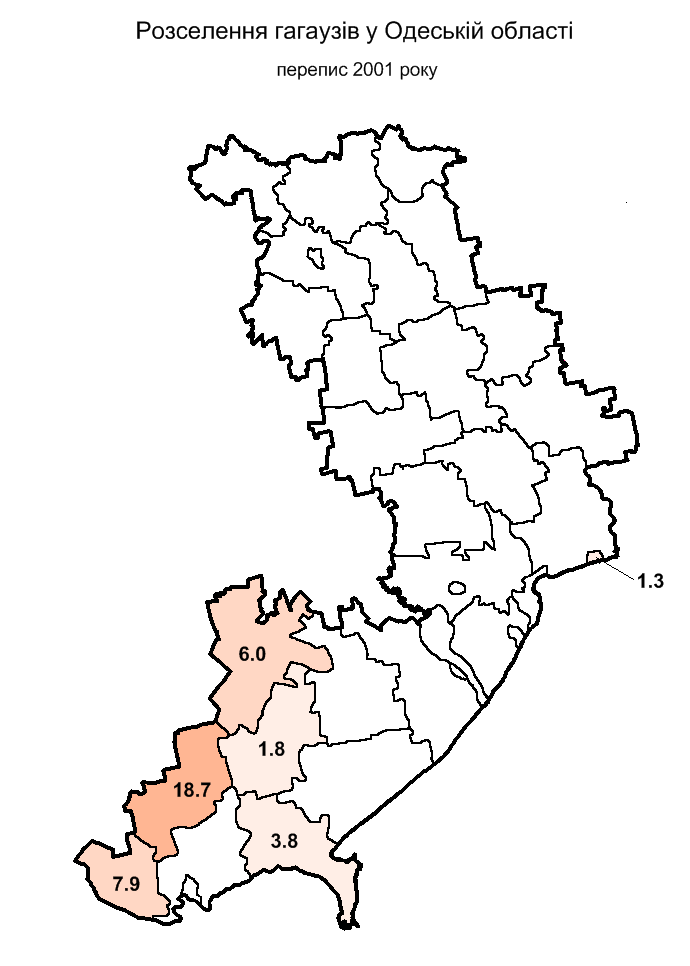
Gagauzi
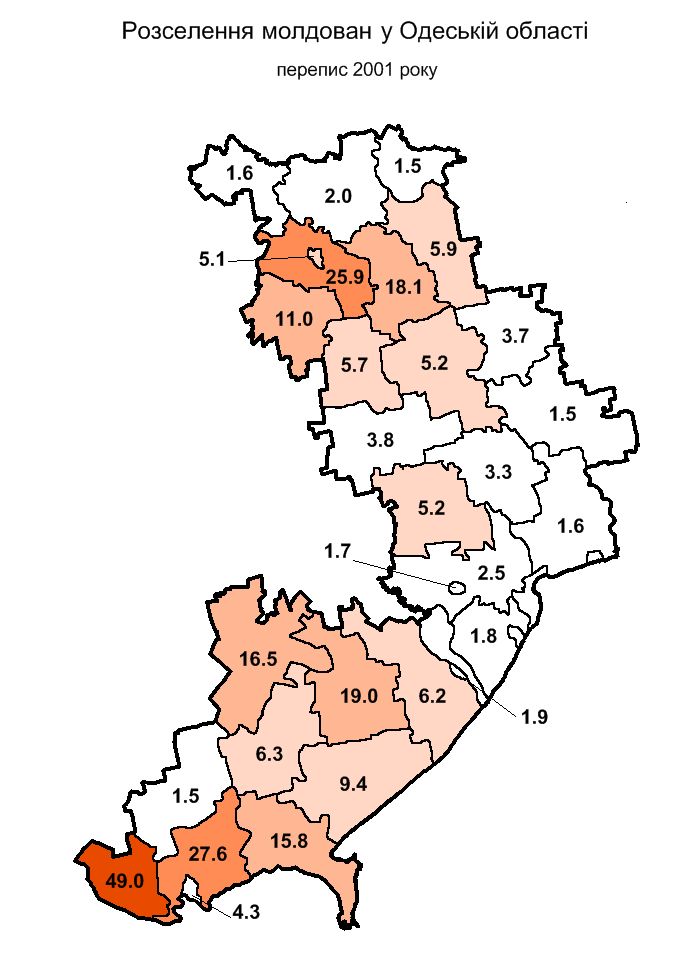
Mołdawianie
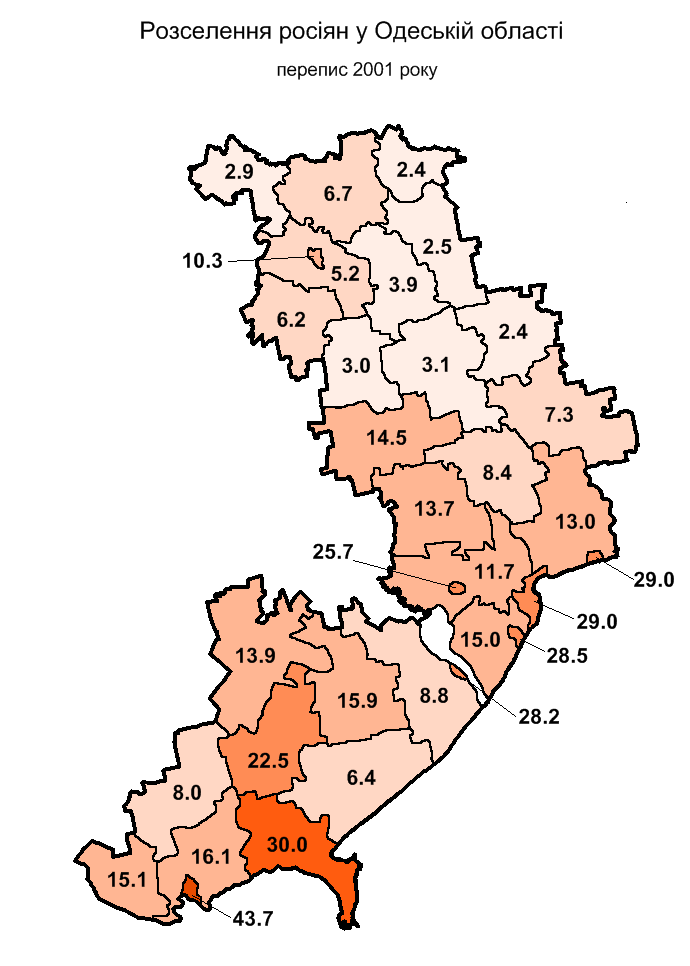
Rosjanie

## Największe miasta

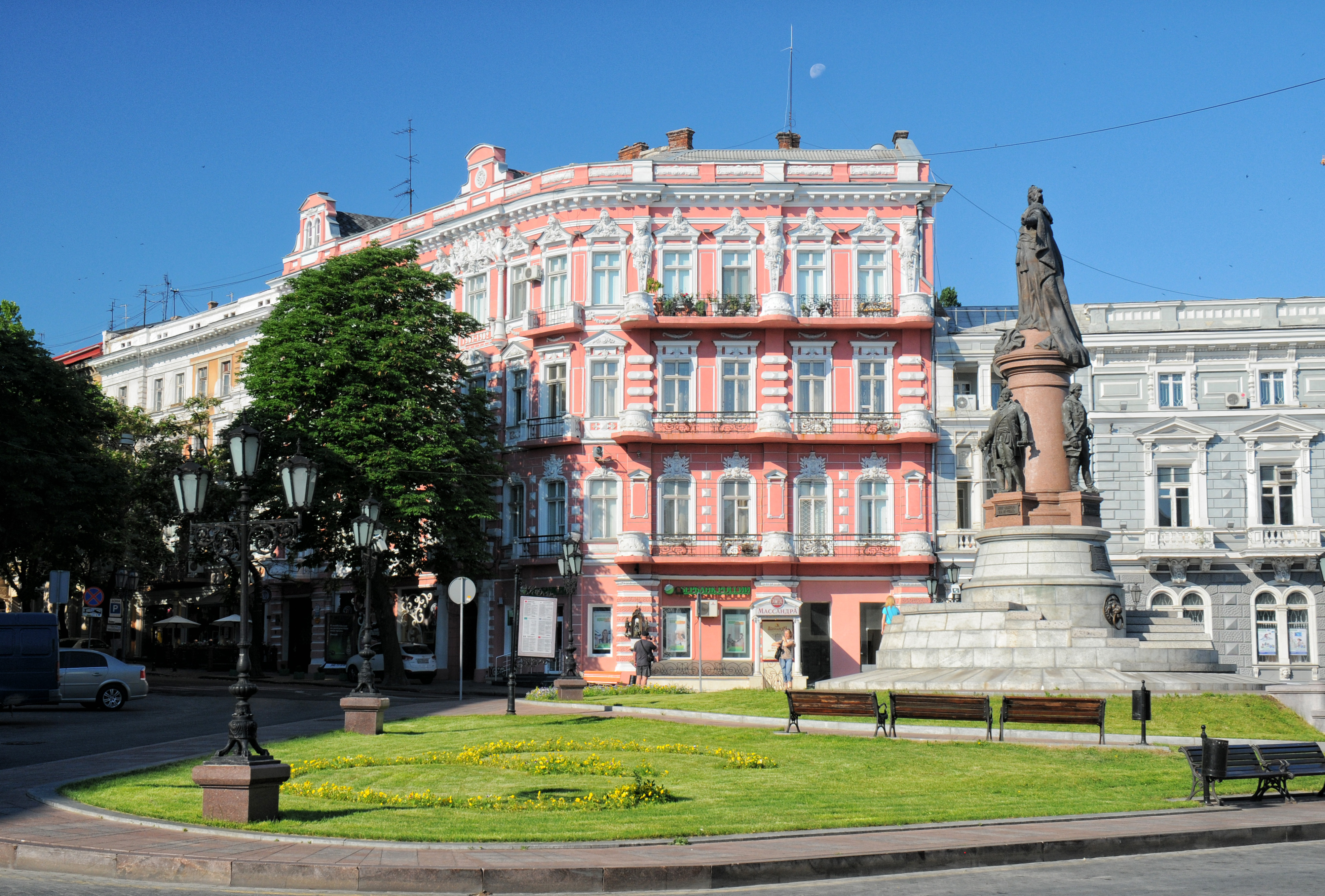
Odessa

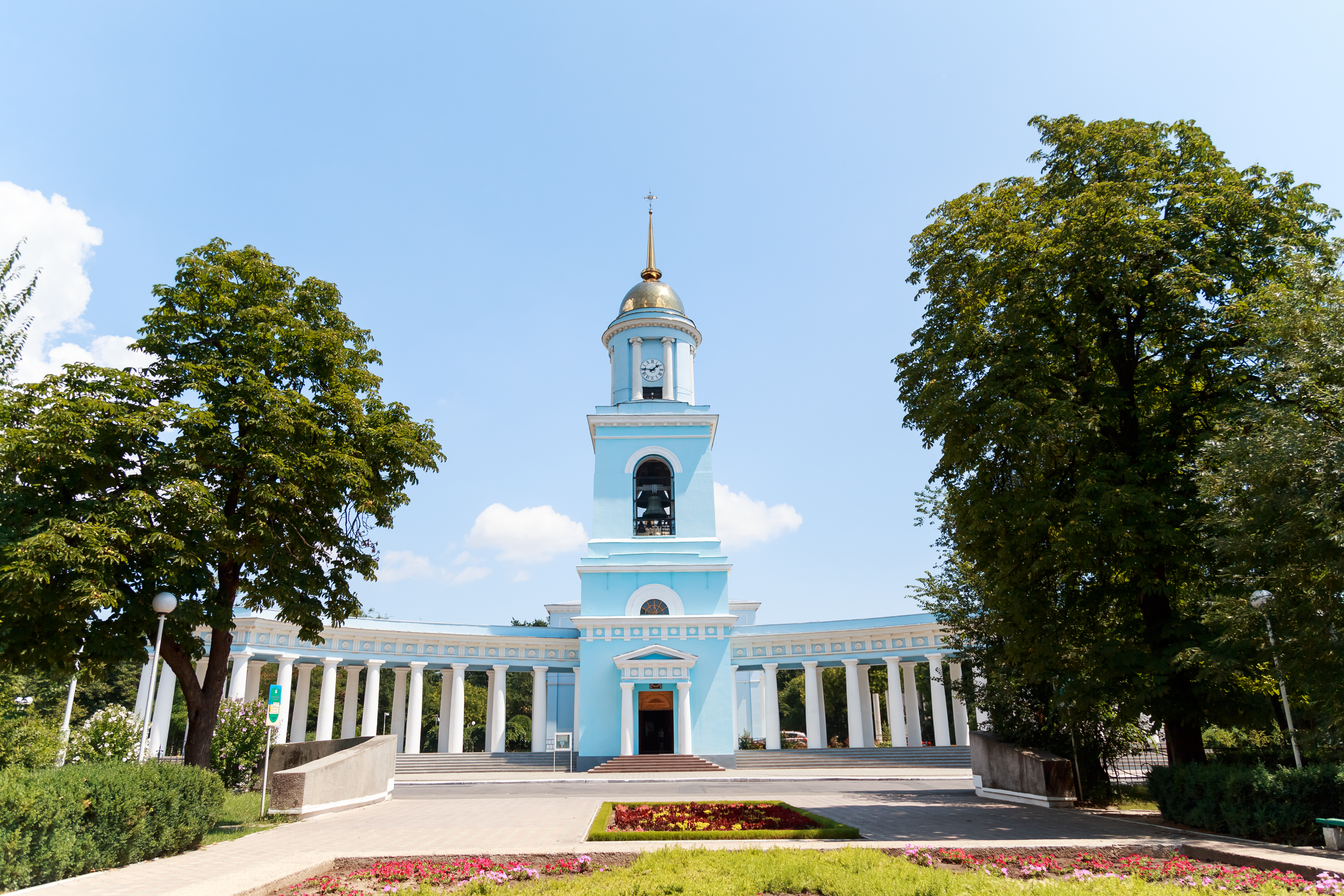
Izmaił

Lista największych miast obwodu oraz ich skład narodowościowy w 2001 roku (dane ze spisu powszechnego):
|     | miasto                  | populacja (2016) | region historyczny | najliczniejsze narodowości                             |
| --- | ----------------------- | ---------------- | ------------------ | ------------------------------------------------------ |
| 1.  | Odessa                  | 1 010 848        | Jedysan            | Ukraińcy (61,6%), Rosjanie (29%), Bułgarzy (1,3%)      |
| 2.  | Izmaił                  | 72 178           | Budziak            | Rosjanie (43,7%), Ukraińcy (38%), Bułgarzy (10%)       |
| 3.  | Czarnomorsk             | 59 825           | Jedysan            | Ukraińcy (66,5%), Rosjanie (28,5%), Białorusini (1,1%) |
| 4.  | Białogród nad Dniestrem | 50 131           | Budziak            | Ukraińcy (62,9%), Rosjanie (28,2%), Bułgarzy (3,7%)    |
| 5.  | Podilśk                 | 40 582           | Jedysan            | Ukraińcy (82,2%), Rosjanie (10,3%), Mołdawianie (5,1%) |
| 6.  | Piwdenne                | 32 154           | Jedysan            | Ukraińcy (65,9%), Rosjanie (29%), Białorusini (1,1%)   |
| 7.  | Kilia                   | 20 060           | Budziak            | Ukraińcy (48,6%), Rosjanie (35,4%), Mołdawianie (9,8%) |
| 8.  | Reni                    | 18 965           | Budziak            | Mołdawianie (50%), Ukraińcy (17,5%), Rosjanie (15,5%)  |
| 9.  | Bałta                   | 18 955           | Jedysan/Podole     | Ukraińcy (86%), Rosjanie (10%), Mołdawianie (2%)       |
| 10. | Rozdilna                | 18 015           | Jedysan            |                                                        |
| 11. | Bołgrad                 | 15 423           | Budziak            |                                                        |
| 12. | Arcyz                   | 14 859           | Budziak            |                                                        |
| 13. | Wełykodołynśke          | 13 543           | Jedysan            |                                                        |
| 14. | Owidiopol               | 11 950           | Jedysan            |                                                        |
| 15. | Bielajewka              | 11 873           | Jedysan            |                                                        |

W czasach panowania polskiego Bałta (wówczas Józefgród) i Sawrań były prywatnymi miastami szlacheckimi Lubomirskich. Miasto Bołgrad zostało założone przez Bułgarów i pozostaje ich głównym ośrodkiem w regionie.
Bałta w latach 1924–1928 i Podilśk (wówczas Birzuła) w latach 1928–1929 były stolicami Mołdawskiej ASRR.

## Zabytki
- Pozostałości starożytnych greckich miast Tyras i Nikonion
- Zabytki Odessy
- Twierdza Akerman (Białogród nad Dniestrem)
- Kościoły polskie: kościół św. Stanisława w Bałcie, kościół św. Piotra i katedra Wniebowzięcia Najświętszej Maryi Panny w Odessie
- Kościół ormiański w Białogrodzie nad Dniestrem z XIV w.

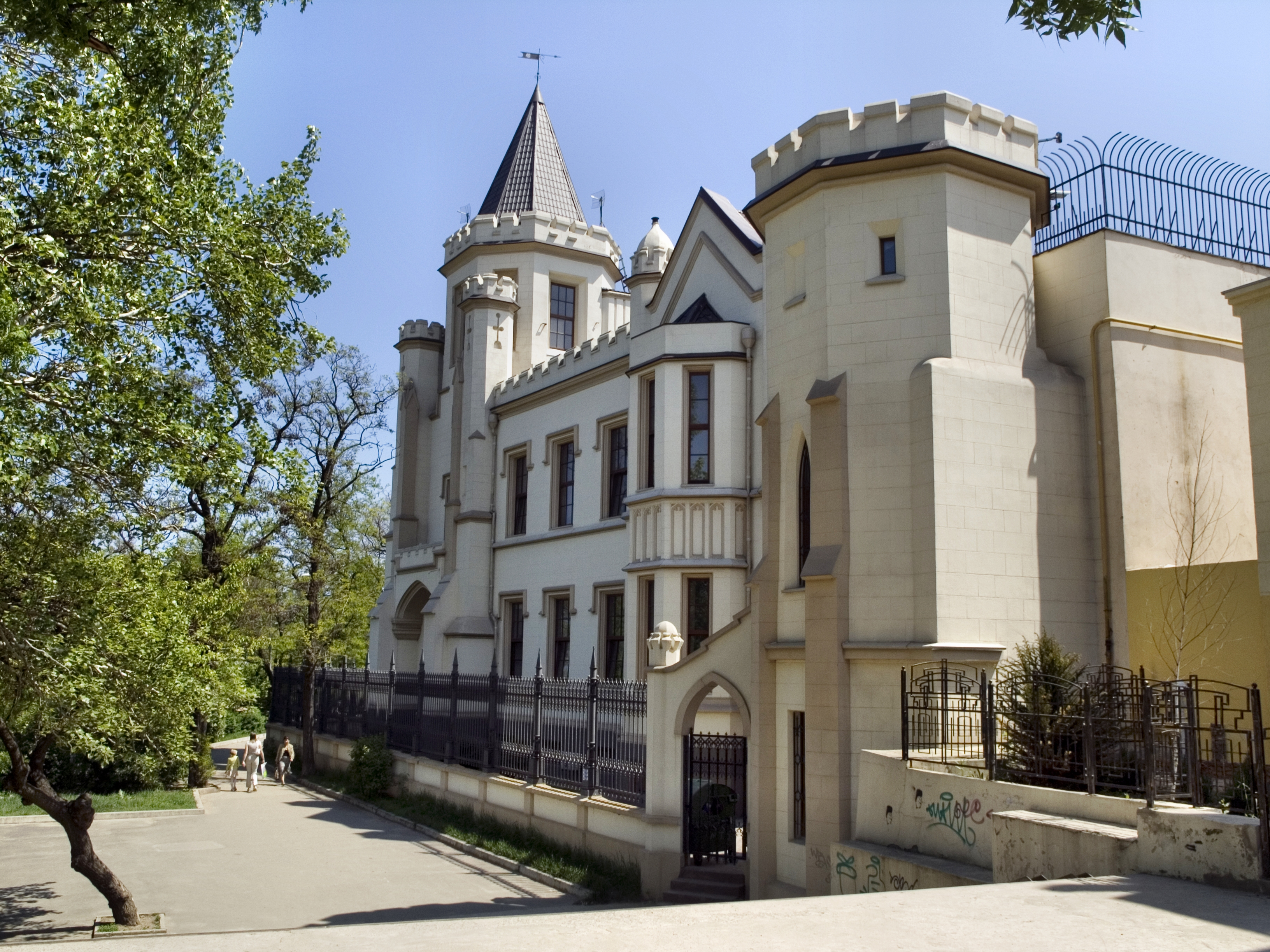
Pałac Beliny-Brzozowskiego w Odessie
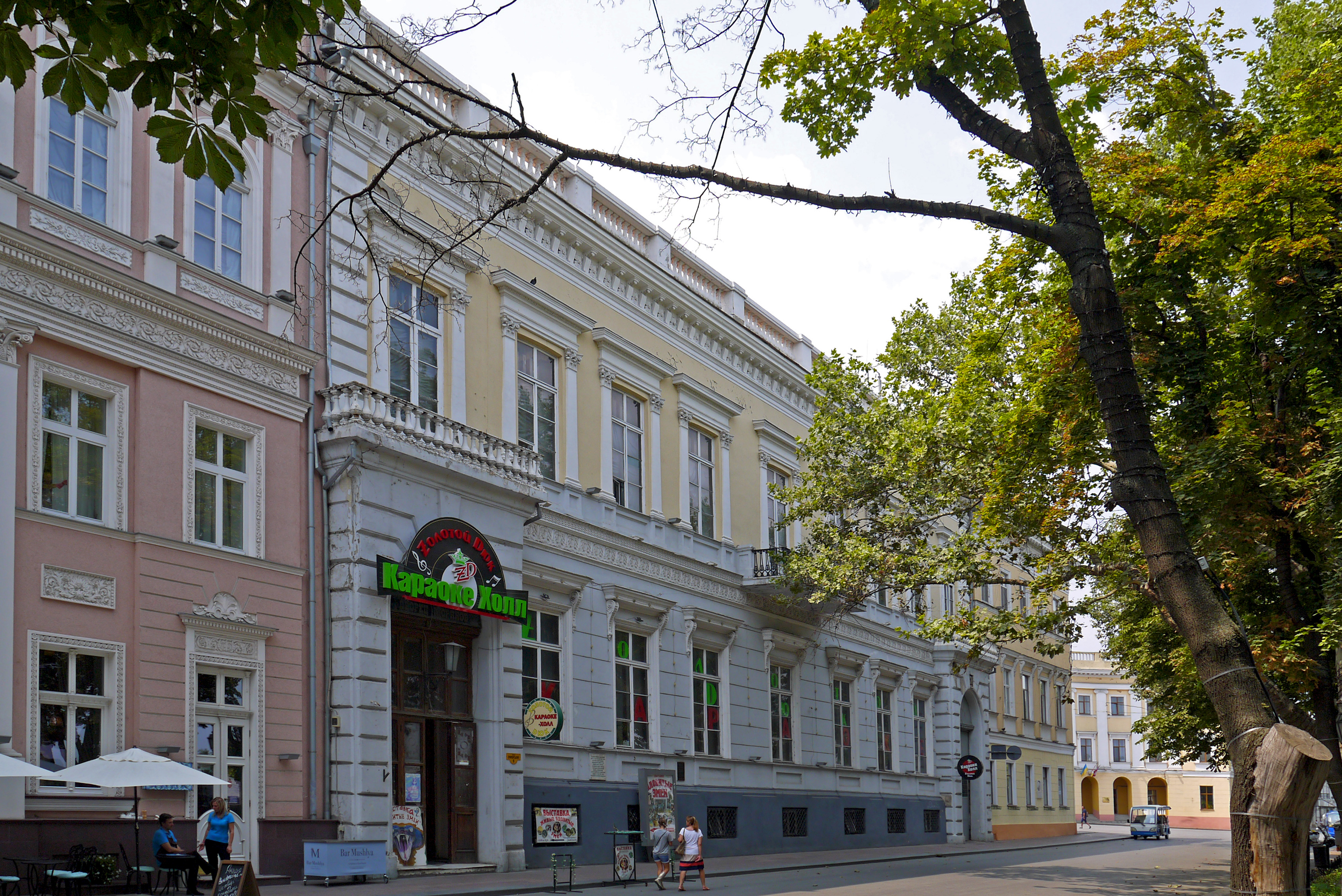
Pałac Szydłowskiego w Odessie
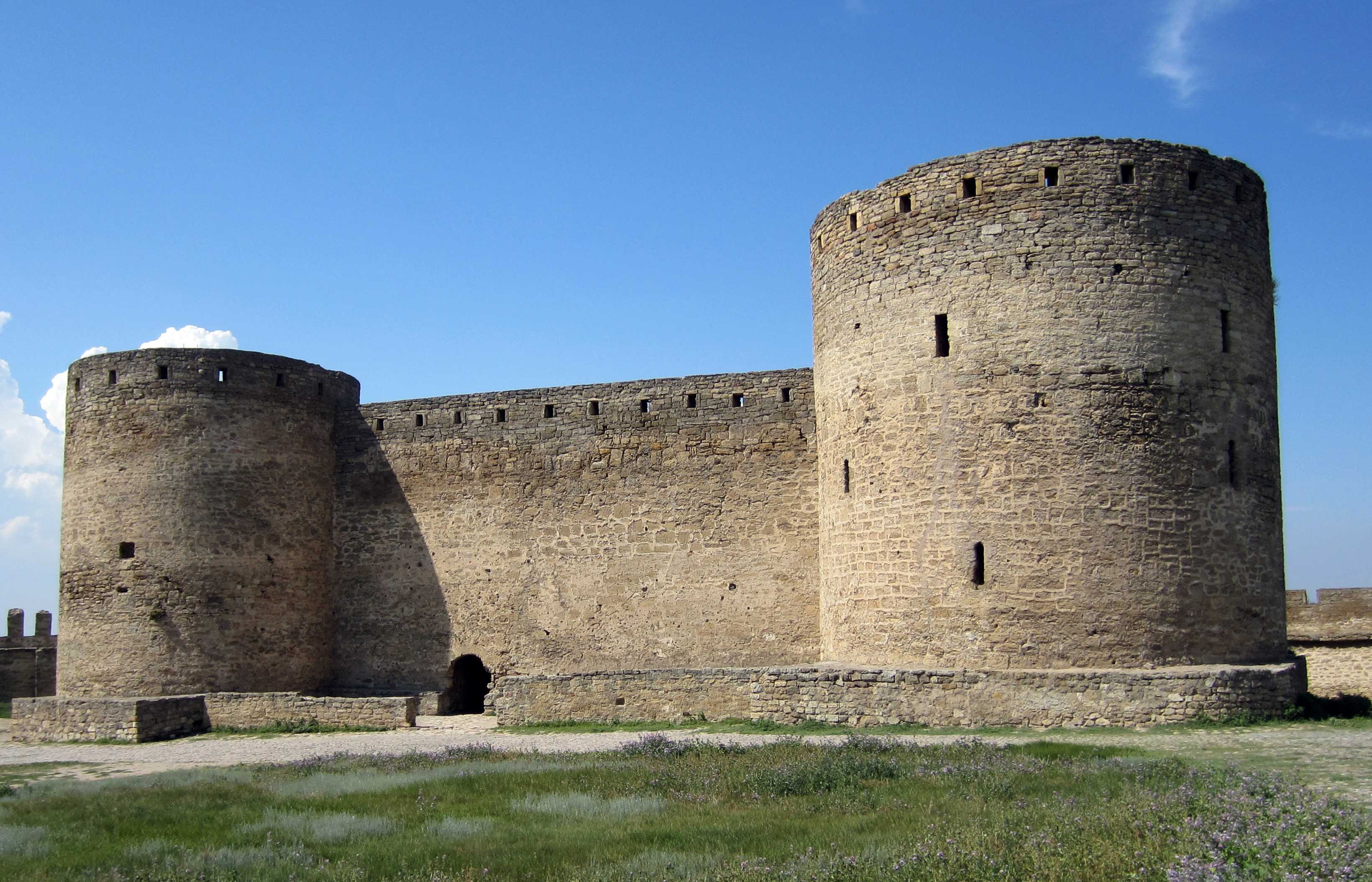
Twierdza Akerman
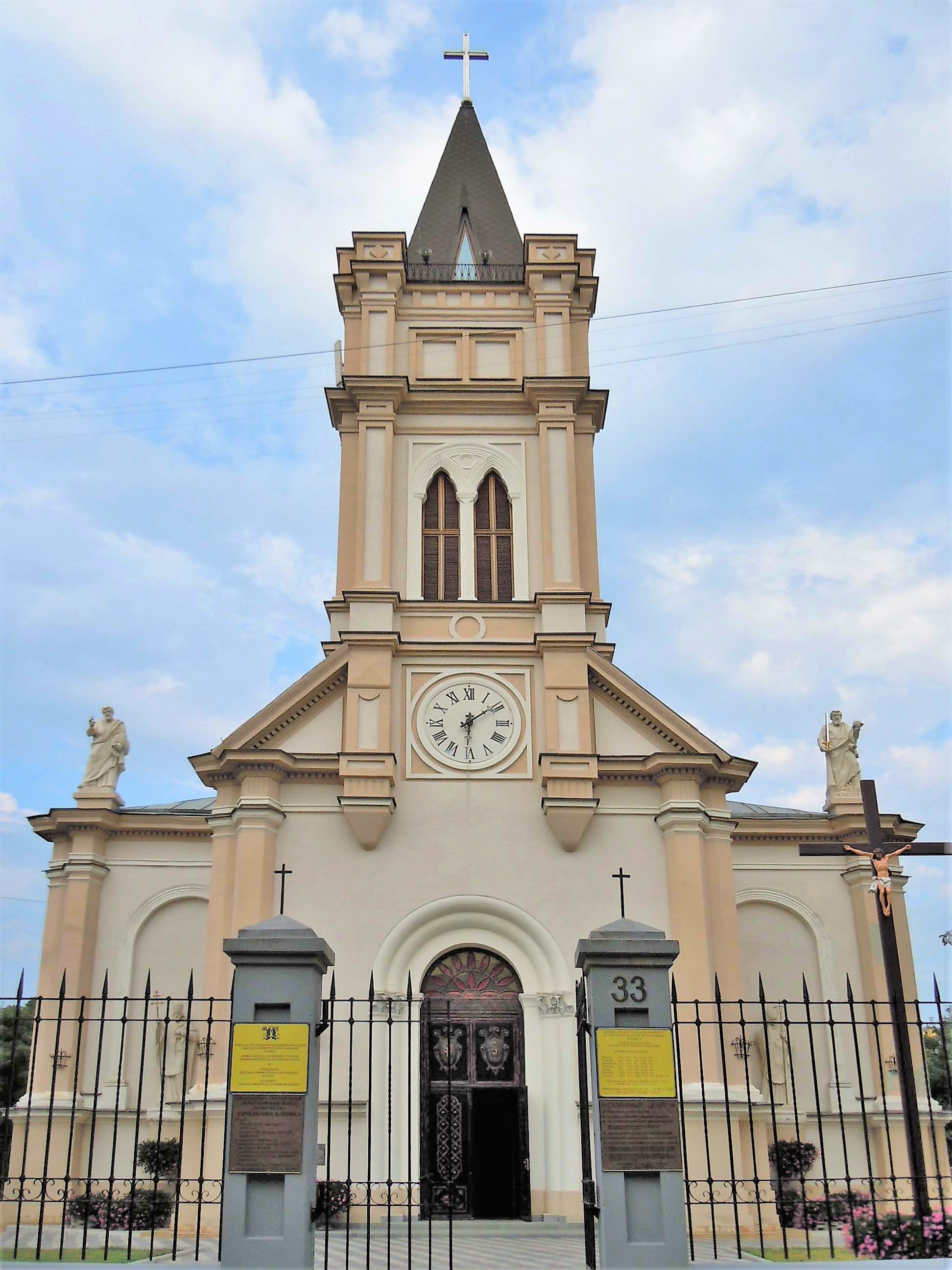
Katedra Wniebowzięcia Najświętszej Maryi Panny w Odessie
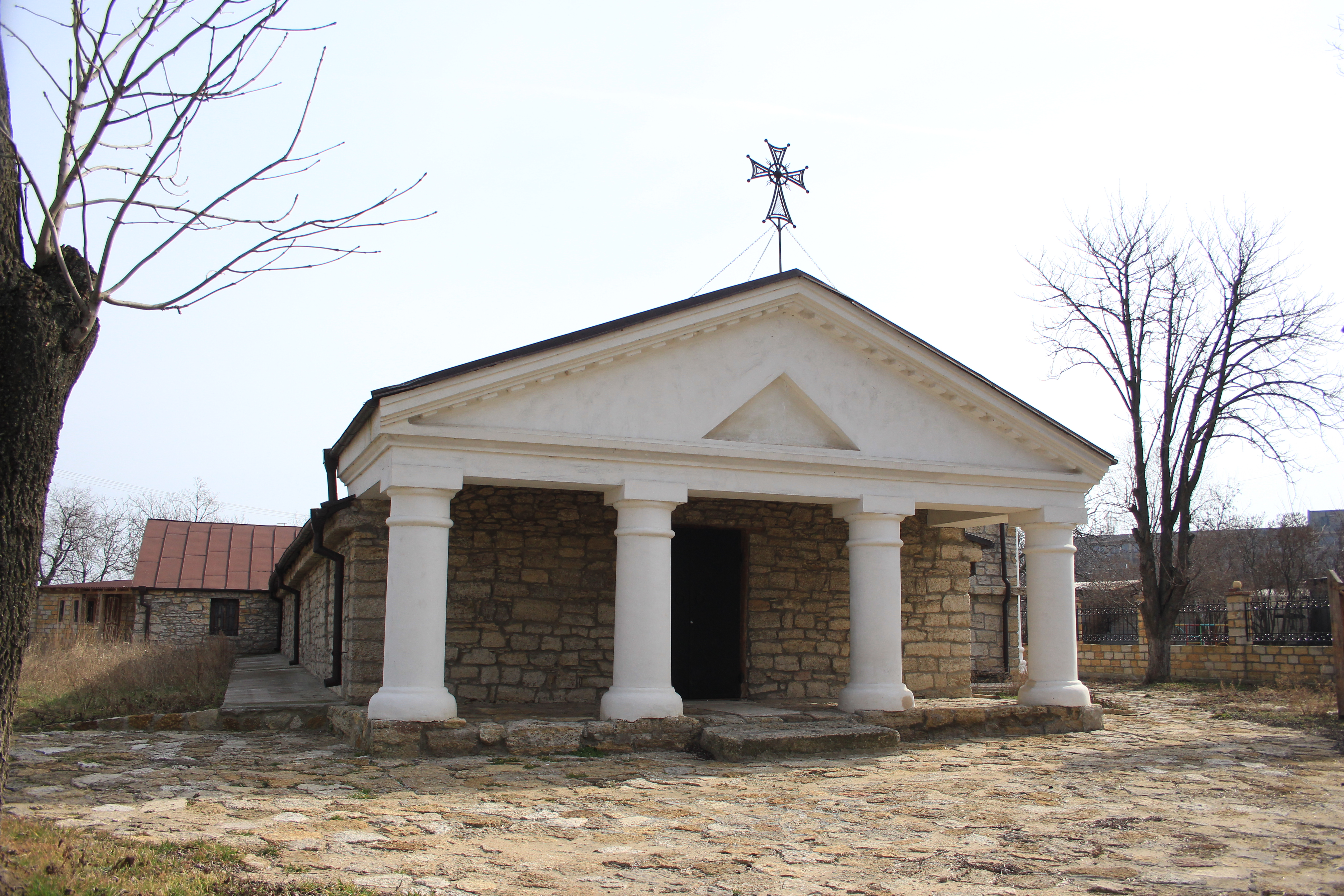
Kościół ormiański w Białogrodzie nad Dniestrem